# Leopold Staff
Leopold Henryk Staff (ur. 14 listopada 1878 we Lwowie, zm. 31 maja 1957 w Skarżysku-Kamiennej) – polski poeta, tłumacz i eseista. Jeden z najwybitniejszych twórców literatury polskiej XX wieku, kojarzony głównie jako przedstawiciel współczesnego klasycyzmu; prekursor poezji codzienności, związany także z franciszkanizmem i parnasizmem. Zaliczany do czołowych poetów młodopolskich, w okresie międzywojennym stał się duchowym przywódcą skamandrytów. Już za życia nazywany „pomnikiem polskiej poezji”, postrzegany jako wzór klasyka i artysty-mędrca. W roku 1950 nominowany do Nagrody Nobla w dziedzinie literatury.
W latach 1897–1901 studiował na uniwersytecie we Lwowie prawo, filozofię i romanistykę. Uhonorowany tytułem doktora honoris causa Uniwersytetu Warszawskiego i Uniwersytetu Jagiellońskiego (1949), pracował także jako członek, a później wiceprezes Polskiej Akademii Literatury, wydawca dzieł filozoficznych. Pomimo otaczającej go sławy, starał się nie wyjawiać szczegółów swojego życia, w tym też celu w okresie późnej starości spalił niemal całą swoją osobistą korespondencję.
W ciągu sześćdziesięciu lat twórczego życia liryka Staffa podlegała wewnętrznym przemianom, których stałym elementem było pojmowanie poezji jako ocalenia sumienia i nauki służącej osiąganiu pełni człowieczeństwa. W ujęciu Staffa poeta jest przeznaczony do tego, aby – nawet w obliczu wojny czy też rozkładu klasycznych wartości – zachował umiar i harmonię, głosił sprawiedliwość oraz nadzieję odrodzenia. Nienaganna forma oraz kult ładu i spokoju sprawiły, że łączono go z nurtem apollińskim polskiej poezji. Głównym zainteresowaniem całej jego twórczości był przy tym „konkretny, pojedynczy człowiek”, osoba ludzka jako nieskończona wartość sama w sobie. W tomie Szumiąca muszla Staff objawił się jako autor subtelnych erotyków. Osobne zbiory wierszy poświęcił tematyce I wojny światowej (Tęcza łez i krwi) oraz poszukiwaniu mistycznych doświadczenia Boga (Ucho igielne). Tom Wysokie drzewa stał się wyraźnym postulatem zamiłowania Staffa do „spokojnego, sensownego” i majestatycznego piękna Natury przeciwstawionej Historii i miejskiej cywilizacji. Novum przyniósł rozsławiony przez skamandrytów tomik Ścieżki polne, sławiący we wzniosłym stylu wiejską codzienność oraz – pozorną niepoetyckość – psów, wołów, kur czy wywozu gnoju.

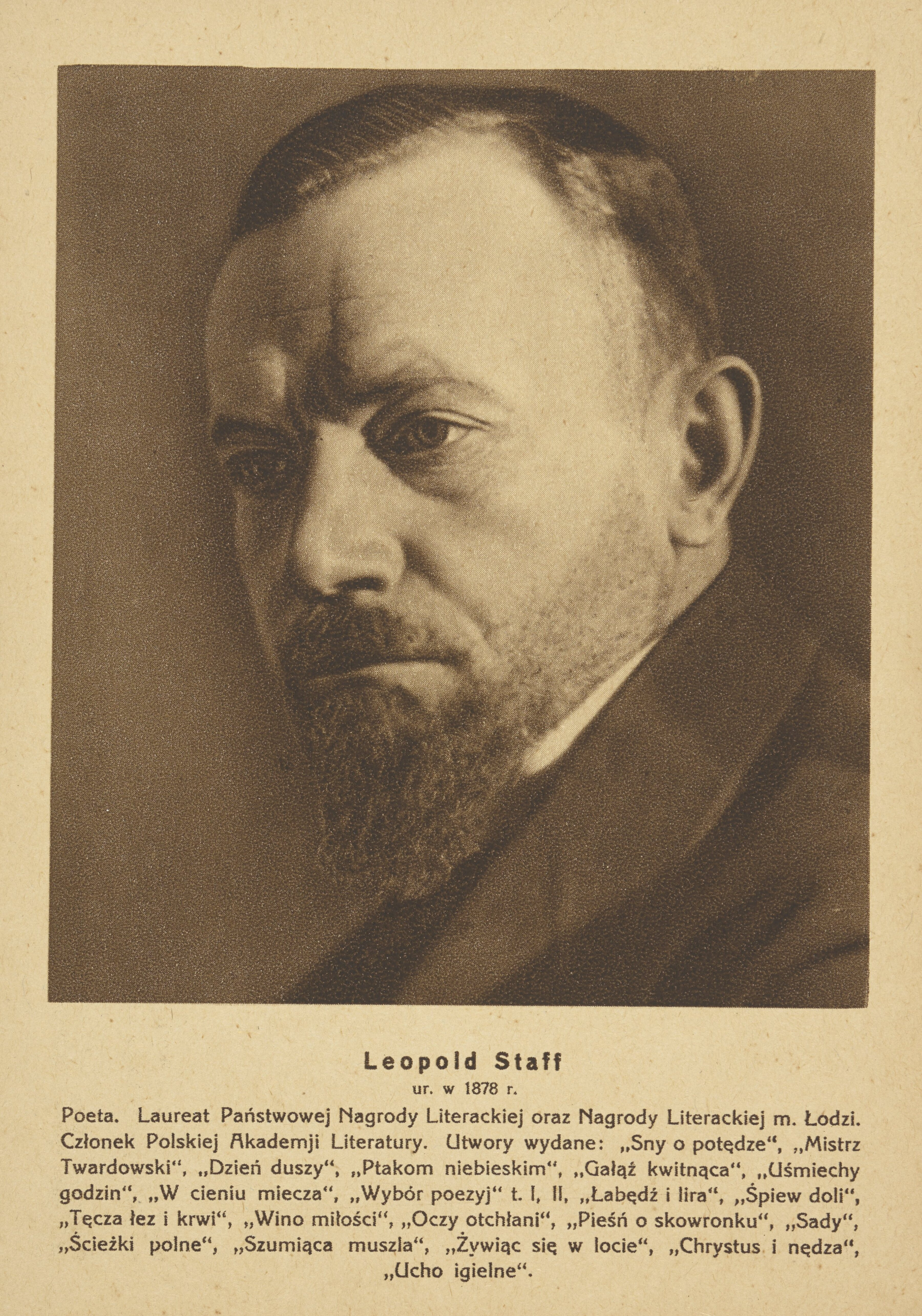
Leopold Staff na pocztówce wyd. w 1933 r.

## Życiorys
Urodził się w rodzinie Františka Staffa (zm. 1902), lwowskiego cukiernika, prezesa „Ogniska czeskiego” we Lwowie, i Leopoldyny z Fuhrherrów (zm. 1919). Był bratem Franciszka i Ludwika Marii. Ukończył C.K. V Gimnazjum we Lwowie, a w latach 1897–1901 studiował na Uniwersytecie Lwowskim, początkowo prawo, potem filozofię i romanistykę. W okresie studiów działał w życiu literackim uczelni. W 1898 był w lwowskiej redakcji wydawanego w Krakowie pisma akademickiego Młodość. Pod sam koniec XIX wieku zetknął się ze współczesną literaturą europejską, m.in. z pismami Fryderyka Nietzschego, odegrało to znaczną rolę w kształtowaniu światopoglądu i postawy poetyckiej Staffa.
Był on przez kilkanaście lat przełomu XIX i XX wieku uczestnikiem poetyckich spotkań i dyskusji lwowskiej grupy Płanetnicy, zbierającej się w willi Maryli Wolskiej Zaświecie obok lwowskiego Ossolineum. Do grupy tej należeli oprócz Staffa i Wolskiej: Ostap Ortwin, Józef Ruffer, Jan Kasprowicz, Edward Porębowicz, Stanisław Antoni Mueller. Dom na Zaświeciu był główną kwaterą Płanetników, zaś latem całe towarzystwo wyjeżdżało też w Karpaty do Storożki i Perepelnik niedaleko miejscowości Skole. Największym przyjacielem Staffa był ksiądz Antoni Boratyński, z którym pisarz zapoznał się w Skarżysku Kamiennej. Przez wiele lat ksiądz Boratyński wspierał Staffa w trudnych chwilach i mówiono, że był dla niego inspiracją do pisania.
W latach 1901–1903 przebywał we Francji i we Włoszech, a w czasie I wojny światowej w Charkowie, później zamieszkał w Warszawie. W latach 1920–1921 współredagował miesięcznik Nowy Przegląd Literatury i Sztuki. Należał do Towarzystwa Literatów i Dziennikarzy Polskich (wiceprezes 1924, prezes 1924–1931). Od 1933 pełnił funkcję wiceprezesa Polskiej Akademii Literatury.
W okresie okupacji niemieckiej przebywał w Warszawie, a pierwsze lata po wojnie spędził w Krakowie. Całość twórczości Leopolda Staffa trafiła na niemieckie listy proskrypcyjne jako szkodliwa i niepożądana z przeznaczeniem do zniszczenia.
W 1946 roku władze powiatu jeleniogórskiego planowały przekazanie Staffowi domu po Gerharcie Hauptmannie w Agnieszkowie (dziś Jagniątków, część Jeleniej Góry) w Karkonoszach. Ostatecznie dom otrzymało Towarzystwo Przyjaźni Polsko-Radzieckiej. Od roku 1949 mieszkał w Warszawie.
Był dwukrotnym laureatem literackiej Nagrody Państwowej, w latach 1927 (Państwowa Nagroda Literacka za tomik Ucho igielne) i 1951 (Odznaka Nagrody Państwowej). W 1955 otrzymał Nagrodę Państwową I stopnia za tom poezji Wiklina i za przekłady łacińskich wierszy Jana Kochanowskiego. W roku 1929 otrzymał nagrodę Lwowa, w 1938 – Warszawy, w 1947 – Ziemi Krakowskiej, a w 1948 – Pen Clubu za twórczość przekładową. Został doktorem honoris causa Uniwersytetu Warszawskiego (1939) i Uniwersytetu Jagiellońskiego (1949).
Od roku 1920 był mężem Heleny Lindenbaum (zm. 1957).

Został pochowany 3 czerwca 1957 na cmentarzu Powązkowskim (Aleja Zasłużonych-1-68,69). W pogrzebie uczestniczyli przedstawiciele rządu PRL z premierem Józefem Cyrankiewiczem oraz KC PZPR z sekretarzem KC Jerzym Albrechtem. Zmarłego pożegnali: w imieniu rządu minister kultury i sztuki Karol Kuryluk, a w imieniu środowiska literackiego poeta Antoni Słonimski.

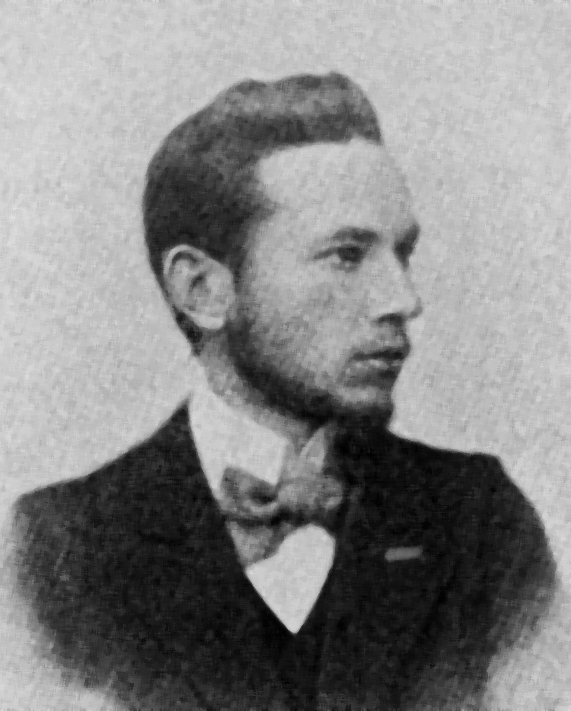
Leopold Staff w latach młodości
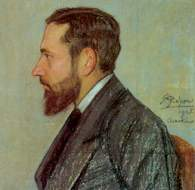
Portret Leopolda Staffa pędzla Stanisława Pichora (1915)
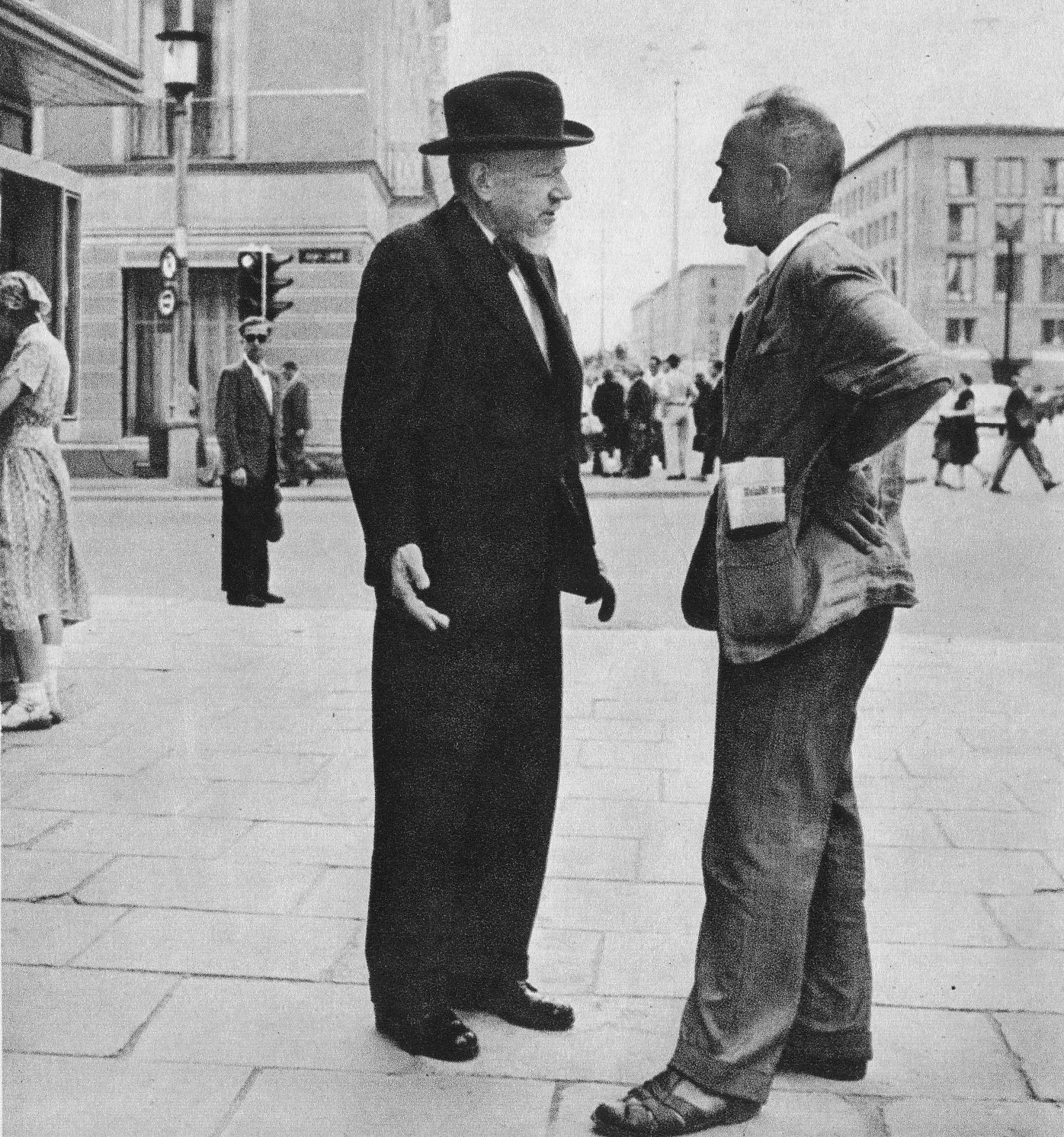
Leopold Staff (z lewej) w rozmowie z Alfonsem Karnym, lata 50.
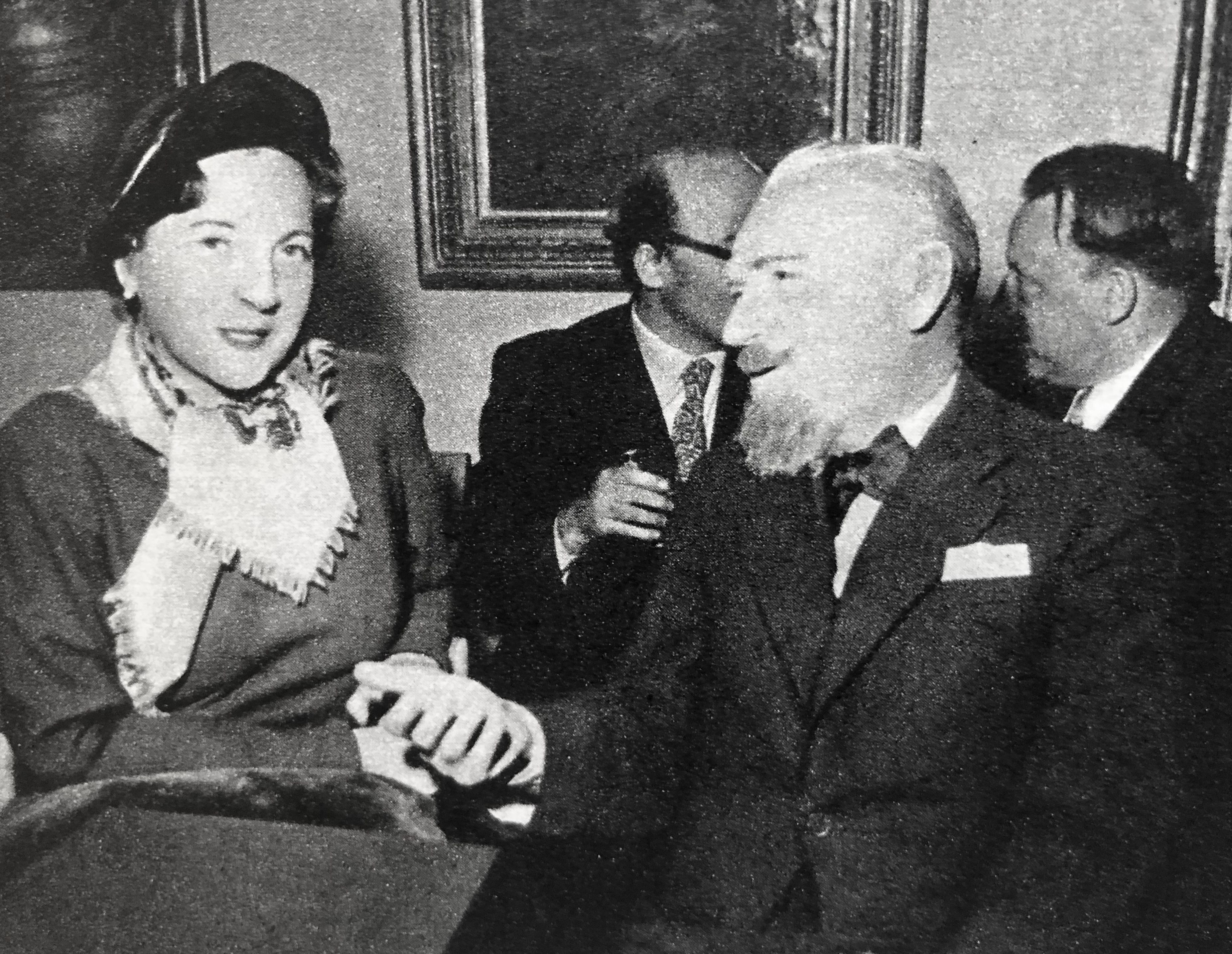
Irena Tuwim i Leopold Staff na uroczystości wręczenia nagród państwowych w 1955
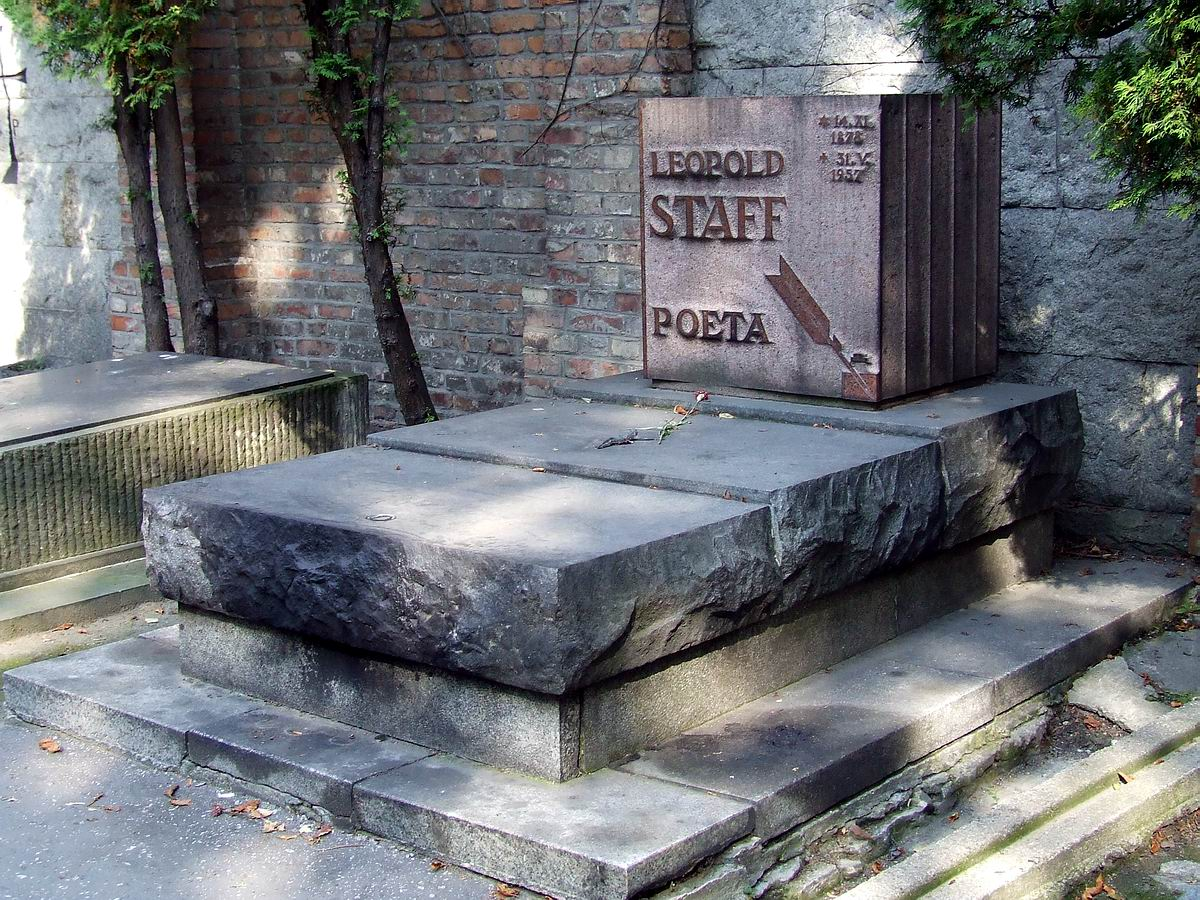
Grób na cmentarzu Powązkowskim

## Poezja
Twórczość poetycka Leopolda Staffa oceniana jest z perspektywy czasu jako trudna do jednoznacznego zaklasyfikowania. Chociaż jej centrum zawsze stanowił kult humanizmu i klasycznych wartości, to jednocześnie charakteryzowało ją wewnętrzne napięcie, skłonność do przeciwieństw („słodycz smutna”, „dobroć chora”, „pogodny smutkiem”) i skrajności. Najbardziej znamienna okazała się „afirmacja i aktywna zgoda na życie”, stojąca w opozycji do wczesnych, dekadenckich tendencji poety. Z afirmacją tą na ogół zwykło się kojarzyć autora Gałęzi kwitnącej.
Ponadto, Staff generacyjnie przynależał do trzech epok literackich, w każdej z nich odnajdywał się jako autorytet i wzór dla młodych pisarzy. Zdaniem wielu, swoim wejściem na arenę literacką wypełnił on lukę, jaka powstała w poezji polskiej po odejściu romantyków i pozytywistycznych parnasistów. W okresie Młodej Polski, razem z Janem Kasprowiczem, postrzegany był jako najwybitniejszy reprezentant nowej poezji i największy, obok Antoniego Langego, „sztukmistrz słowa”. W późniejszym czasie Staff nie tylko cieszył się godnością nauczyciela literatów międzywojnia i współczesności powojennej, ale sam wykazał zdolność do pobierania nauk od swoich młodszych adeptów. Dzięki temu był on dla trzech pokoleń twórcą zawsze nowoczesnym. Jeszcze w latach 30. uważany był za „poetyckiego rówieśnika”, a także inicjatora współczesnego klasycyzmu i poezji codzienności.
Wybory poezji Leopolda Staffa wydawali między innymi Tadeusz Różewicz (Kto jest ten dziwny nieznajomy, 1964) oraz Mieczysław Jastrun (Wybór poezji w serii Biblioteka Narodowa, 1963).

### Sny o potędze(1901)
Debiutem Staffa był wiersz Noce bezsenne, który ukazał się w 1900 staraniem Jana Kasprowicza na łamach dodatku do „Kuriera Lwowskiego”. Utwór utrzymany został w młodopolskiej poetyce symbolizmu; opowiadał o niejasnym przeczuciu lęku, melancholii i metafizycznego zachwytu podczas bezsennej nocy. Podstawowym założeniem było wywołanie nastrojowości; kategorii większej wagi od psychologicznego konkretu. Widać w tym wyraźne inspiracje Maurycym Maeterlinckiem.
Jednakże już w niecały rok później wydana została pierwsza książka poety, stając się z miejsca jednym z największych wydarzeń kulturalnych swoich czasów. Ostatecznie zadecydowała ona o tryumfie nowej epoki, skąd wzięły się wielokrotne porównania do roli, jaką swego czasu odegrała Oda do młodości Adama Mickiewicza. Sny o potędze (co znaczące: tytuł ten pochodzi z wiersza Kazimierza Przerwy-Tetmajera, Hymn do miłości), choć zależne jeszcze od powszechnie uznawanych wzorców, charakteryzowały się szeregiem cech właściwych dla całej dojrzałej liryki Staffa; były nimi choćby kult klasycznego umiaru czy zamiłowanie do przedstawiania życia jako harmonii przeciwieństw. Debiut ten niósł ze sobą treści buntownicze, paradoksalnie jednak – ujęte w poetycki rygor, wobec czego niektórzy krytycy zarzucili Staffowi, iż dionizyjskie wzloty były z gruntu obce jego naturze, zaś cały sztafaż artystyczny mający podkreślić żywiołowość wierszy – nazbyt chłodny. Pomimo wielkiego znaczenia Snów o potędze dla literatury rodzącej się epoki, sam jego schemat liryczny oceniany jest dziś jako banalny i wtórny. Sam autor przyznał w jednym z artykułów programowych, że jako jeden z „najmłodszych”, zastał smutek dekadencji, ale nie potrzebował doświadczać go osobiście.
Z drugiej strony istnieją interpretacje jakoby takie utwory jak Kowal czy Dziwaczny Tum były wyznaniem „woli mocy” à rebours, przedstawiającym niby to zuchwałe męstwo serca, a w istocie mówiącym o jego wrodzonej słabości. Sny o potędze miałyby być bowiem jedynie „snami”, a więc niezrealizowanym marzeniem potęgi. Za tą interpretacją przemawia fakt, iż Staff nie uznał pierwiastków antydemokratycznych obecnych w oryginalnej myśli Nietzschego. Niemniej wydaje się, iż najważniejszym i najbardziej trwałym elementem światopoglądu Snów o potędze było przekonanie o tym, że poezja ma moc stwarzania samego jej twórcy, zaś dzieło sztuki jest poręką istnienia i środkiem budowania własnej tożsamości w świecie.
Mimo iż profil tomiku był zdecydowanie dekadencki, największy podziw wywołały wiersze o tendencji wręcz przeciwnej – sławiące nietzscheański hart ducha i kpinę ze wszelkich świętości. Większość badaczy zauważa, iż związek poety z tymi dwoma tendencjami był powierzchowny. Prawdopodobnie dyktowała go dążność młodego poety do samookreślenia własnej pozycji w świecie literackim. Potwierdza to przede wszystkim fakt, iż w latach późniejszych Staff nigdy nie powrócił już do tendencji młodopolskich, zerwał też z (autentyczną czy pozorną) „wolą mocy”, przybierając postawę pokornego chrześcijanina.

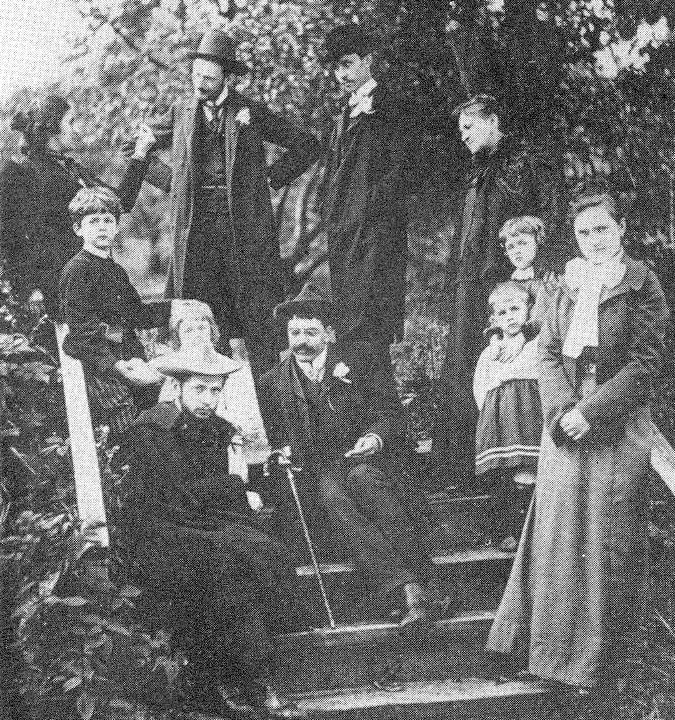
Płanetnicy we Lwowie. Stoją od prawej: Józefa Albinowska, Józef Ruffer, Antoni Stanisław Mueller, Maryla Wolska, siedzą: Ostap Ortwin i Leopold Staff (w pelerynie) oraz dzieci Maryli Wolskiej

### Dzień duszy(1903)
Najbardziej bezpośrednim wyrazem tej zmiany stał się wiersz Spowiedź opublikowany w następnym tomie, Dzień duszy z 1903. Książka ta nie ujawniała jeszcze w pełni dojrzałej postawy życiowej Staffa, zapowiadała ją raczej, w większej zaś mierze kontynuowała pewne tendencje ze Snów o potędze, zwłaszcza tendencje dekadenckie.
Tom ten świadczy o tym, jak poważnie Staff traktował przejście od nietzscheańskiej pychy i dekadenckiej niemocy ku (inaczej już pojętej) pełni życia, i jakich trudności natury egzystencjalnej trzeba było doświadczyć, aby owo przejście w pełni zrealizować. Wiersze takie jak Deszcz jesienny czy Bladej dziewczynie noszą na sobie jeszcze głębsze piętno dekadentyzmu niż w przypadku debiutu. Z kolei słynny Upadek (wraz z frazą: „giniemy, choć się nieszczęście nie stało”) uznany został za jeden z najbardziej katastroficznych utworów Młodej Polski. Z drugiej zaś strony, w Dniu duszy wiele jest wierszy o skrajnie odmiennej tonacji, w których padają ważne słowa: „O, życie moje! Bądź mi święte i olbrzymie!”. Wiersze te skupiły na sobie większą uwagę. Jednocześnie ocenia się je jako pierwszy w pełni samodzielny głos Staffa, owoc jego osobistych przekonań i humanistycznych dążności.
Jednym z najbardziej zdumiewających krytykę wierszy tego zbioru jest Życie bez zdarzeń, pieśń na cześć codzienności, prostoty i spokoju. Utwór wprowadził nowy typ bohatera lirycznego, a także nowy styl poetyckiej ekspresji, bazujący na prostocie języka, bezpośredniości i wykorzystaniu mowy potocznej.

### Ptakom niebieskim(1905) iGałąź kwitnąca(1908)
Mimo to, prawdziwy przełom przyniósł dopiero tom Ptakom niebieskim. W tej właśnie książce, w miejsce filozofii Nietzschego, doszła do głosu „pochwała życia” i międzyludzka solidarność głoszona przez francuskiego etyka Jeana Marie Guyau. Wyraźne są też inspiracje Paulem Verlainem, zwłaszcza jeśli chodzi o ideał poety jako „włóczęgi, króla gościńców, pijaka słońca wiecznego”. Jednocześnie, Staff złagodził skrajny indywidualizm widoczny w dwóch wcześniejszych jego zbiorach poezji, aby zjednać się z prostym człowiekiem. Wymowa tomu, zwłaszcza w porównaniu z poprzednimi, jest niezwykle optymistyczna. Jest to „poezja starych studni”, beztroskich wspomnień i dziecięcej fantazji z jednej strony, z drugiej zaś – upojenia majestatem przyrody, demokratycznych dążności i pochwały na cześć wszelkiego życia. Jednym z ważniejszych tematów zbioru jest idealistyczna refleksja nad sensem cierpienia, które uszlachetnia i buduje człowieka.
Kolejny tomik, Gałąź kwitnąca, kontynuuje ten optymistyczny światopogląd, czyniąc to jednak z większym spokojem i apollińskim umiarem. W Gałęzi kwitnącej klasycyzm Staffa – rozumiany jako postawa życiowa, a nie tylko styl poetycki – doszedł do zenitu.

Życiowa złuda rozdwojenia zachodzi czasem wszechmocnych pojednawców. Są nimi serca kochające. Miłość jest potwierdzeniem samej siebie i świata. W istocie i głębi życia nie ma dla niej zła ani dobra. Gdzieś w najdalszej dali zachwytu istnieje głębsza od nich, nienazwana prawda serca ludzkiego (...). Sfinks w uścisku życiodajnym wyznaje nowemu Edypowi imię swe, którym jest Miłość. Odgaduje tylko miłujący. I on tylko rozumie. Rozumie uczuciem, czego uczuć rozumem nie może. I rodzi się harmonia.

### Uśmiechy godzin(1910)
Uśmiechy godzin są kontynuacją Gałęzi kwitnącej. Pewne motywy, charakterystyczne dla postawy Staffa, znajdują w tym zbiorze wyraz jeszcze jaśniejszy i czysty. Pogoda, łagodna radość życia, krajobrazy sielskie, poczucie znikomości przy wiedzy, że najmilsze jest to, co się traci! Motywy ewangeliczne tu konkretyzują się w takich wierszach, jak: Skazaniec mówi i Krysta spod płota.
Uśmiechy godzin są kontynuacją Gałęzi kwitnącej i nie tylko kontynuacją, gdyż pewne motywy, charakterystyczne dla postawy Staffa, znajdują w tym zbiorze wyraz jeszcze jaśniejszy i czystszy. Pogoda, łagodna radość życia, krajobrazy sielskie, poczucie znikomości przy wiedzy, że „najmilsze jest to, co się traci”, a więc pogoda nieco dwuznaczna; motywy ewangeliczne tu konkretyzują się w takich wierszach jak Skazaniec mówi i Krysta spod płota. Zwłaszcza Krysta – aż zaskakująca swą bezpośrednią dydaktyką. Cały cykl Caritas jest w duchu epoki, powtarza motywy bardzo popularne w ówczesnej literaturze polskiej i obcej, ale powtarza je z zastanawiającą czystością wyrazu.

### W cieniu miecza(1911)
Tomik W cieniu miecza nie wniósł do twórczości Staffa nowych akcentów; zmonumentalizował jedynie obszar tematyki ze zbiorów poprzednich oraz zwiększył klarowność wyrazu. Właściwie, „klasycyzm, który był bliski poecie już w pierwszych zbiorach, tu znajduje teoretyczne uzasadnienie”.
W zbiorze powracają, dość już zdezaktualizowane i wtórne, wątki nietzscheańskie, np. bohater wiersza Duskobol ziemi dumnie niesie berło z symbolami węża i orła, zaś jego postać, postawiona poza dobrem i złem, wpisana zostaje w mit kosmicznego nadczłowieka. Po raz kolejny ukazują się utarte młodopolskie symbole: sztuka jako ukoicielka, przyroda współcierpiąca z człowiekiem czy egzystencja ludzka w każdej chwili narażona na lęk. Z drugiej zaś strony, w wielu innych wierszach Staff wyraźnie zmierza do ulokowania swoich zainteresowań raczej w codziennym życiu, rzeczywistości niż w świecie wzniosłych idei. Sprawia to, że W cieniu miecza okazuje się tomem niekonsekwentnym w co najmniej kilku miejscach.
Całość W cieniu miecza stwarza wrażenie liryki chłodnej, intelektualnej, w której prymat wiedzie refleksja filozoficzna zamiast osobistego zaangażowania poety. Recenzując ten tom, Bolesław Leśmian napisał: „Zamiast świata musi się poeta zaspokoić światopoglądem”.

### Łabędź i lira(1914)
Ostatni przedwojenny tom wierszy Staffa, tak samo jak poprzedni, nie wniósł nowych akcentów, ani w sferze klasycystycznej formy, ani treści. Tom kontynuował myśli o umarłym Bogu i samodecydowaniu władczego człowieka o własnym losie, pojawiają się także sceptyczne myśli o życiu wiecznym i mitycznym złotym wieku.

### Tęcza łez i krwi(1918)
Staff jako poeta od zawsze daleki był od ingerencji w problemy współczesności, zareagował jednak na wydarzenia rewolucji 1905 roku oraz I wojny światowej. Tym właśnie problemom poświęcony został jego pierwszy międzywojenny tom, Tęcza łez i krwi. W kreacji poety ujawnia się charakterystyczna postawa wobec grozy historii; Staff nie identyfikował się z żadną ideologią ani ugrupowaniem politycznym, patrząc na przemianę dziejów z dystansem, niepozbawionym jednak humanistycznego zaangażowania w wartości osobowe. Poeta w obliczu wojny nie zatracił ludzkiej perspektywy widzenia i oceniania świata, radykalnie odcinał się natomiast od tematów konkretnych co do kwestii społecznych. W Tęczy z łez i krwi postulował zainteresowanie się jednostką ludzką, odżegnywał się od formy agitacyjnej poezji. Aktywizm Staffa zawsze dotyczył bowiem życia wewnętrznego; polegał głównie na odbudowywaniu świata wartości.

### Ścieżki polne(1919)
Wydane w 1919 Ścieżki polne stały się nie tylko przełomem w samej twórczości Staffa, ale zrewolucjonizowały literaturę polską XX wieku w ogóle. Stanęły one bowiem u podstaw poezji Skamandrytów, a także awangardy (Julian Przyboś, Mieczysław Braun). W skład dzieła weszły dwa wcześniej wydane zbiorki, Pieśń o skowronku i Sady.
Wiersze Ścieżek polnych proponowały poezję spraw codziennych, pochwały chłopskiej pracy, sytuacji i rzeczy pozornie niepoetyckich, budzących dotychczas sprzeciw, a nawet odrazę artystów. Klasycystyczne ody ze Ścieżek polnych opiewały zwózkę, nawóz ziemi, przewrotne piękno krowy, kur, bociana czy psa. Tak oto Staff został oficjalnie uznanym mistrzem i prekursorem grupy Skamander, później zaś stał się także inicjatorem jej klasycystycznego oblicza i źródłem wewnętrznych przemian twórczości chociażby Juliana Tuwima czy Kazimierza Wierzyńskiego. Razem z rozwojem Skamandra, sam Staff przeżył renesans swojego talentu. Poeta reprezentował wówczas postawę jasnej, ufnej religijności a nade wszystko – poczucia harmonii, które stało u podstaw międzywojennego optymizmu.

### Szumiąca muszla(1921) iŻywiąc się w locie(1922)
W 1921 Staff wydał tom wierszy zatytułowany Szumiąca muszla, późniejsze jego wydania ukazały się jednak pod nieco innym tytułem, Sowim piórem, choć zawierały tę samą treść. Na tom ten złożyły się przeważnie spokojne, wzbogacone subtelnymi impresjami wiersze miłosne o delikatnym zabarwieniu refleksyjno-filozoficznym; obok nich pojawiły się także liryki podejmujące temat samotności, młodzieńczych zauroczeń oraz zachwytu nad ciszą przyrody.
Twych lic, oczu i włosów słodki cud potrójny

 Różowość w sobie, błękit i złoto ma rana,

 W które wiosna przychodzi przez ptaki witana,

 Łącząc swe usta z twymi w pocałunek spójny.

 Rozkoszny wiew zefiru, pieściwy i czujny,

 Bielą szat obejmuje ci smukłe kolana

 I lekko niesie ciebie jasna kwiatów piana

 Po zielonej traw fali, szumiącej i bujnej.
Szumiąca muszla nie stanowiła o ewolucji twórczej Staffa, powielała raczej poetykę znaną z wcześniejszych jego dokonań. Podobnie następny tom, Żywiąc się w locie (1922), zawierający kilka długich poematów opisowych, oceniany przeważnie negatywnie jako przejaw stagnacji poety. W skład tego ostatniego weszły również wydane wcześniej mniejsze zbiory, Wino miłości (1919) oraz Oczy otchłani (1919).

### Ucho igielne(1927)
W 1927 na rynku księgarskim pojawiła się kolejna książka Staffa, Ucho igielne. Tomik okazał się wyjątkowy na tle dotychczasowej twórczości poety, przede wszystkim dlatego, że ten w całości poświęcił go głęboko intymnym doświadczeniom religijnym. Wiersze chrześcijańskie pojawiały się co prawda wcześniej, choćby już w Snach o potędze, jednak nie na taką skalę i nie tak radykalnie, jak w Uchu igielnym. Znajdują się jednak i tacy, którzy zauważają w tym tomie powtórzenie istniejących już wcześniej u Staffa problemów, tyle że tym razem podjęte one zostały na szerszą skalę. Należy przy tym podkreślić, iż przez wielu badaczy Staff postrzegany bywał dotąd jako wzór realisty, obcego szaleństwu wiary; poety, u którego „mistyki jest jak na lekarstwo”. W tej perspektywie zbiór wniósł kolejne istotne novum. Ucho igielne w ocenie krytyków stanowiło niespodziewaną odnowę sił twórczych Staffa, które zdawały już się wyczerpywać.
Wiersze Ucha igielnego wyróżniają się barokowym niemalże ujęciem tematu. Religijność Staffa lokowała się w pobliżu pascalowskiej otchłani: ponadto wizyjność, dynamiczne i żywiołowe ujęcie dramatu wiary, wewnętrzne rozdarcie pomiędzy mrokiem i światłem, wiarą i niewiarą, miłością i rozpaczą, początkowo przywoływało na myśl XVII-wiecznych mistrzów Karmelu.
Mój Bóg to przepaść! Mój Bóg to bezedno,

 Kędy, błyskawic wichurami smagan...
Obok głosów widzących w Staffie odkrywcę mroków wiary i niewiary, pojawiały się również takie, które dostrzegały w Uchu igielnym raczej zapowiedzi pogodnej ufności, jak gdyby pierwszy krok na drodze do religii nadziei i radości. Dla całokształtu tomu ważna okazała się znajomość z modernizmem katolickim Henry’ego Newmana i Williama Jamesa. Inni byli zdania, że zbiór wyraża raczej tęsknotę za Bogiem, ale zarazem – niewiarę. Demiurg w pojęciu Staffa miałby być wywiedzionym raczej z idei panteistycznych i stoickich bezosobowym absolutem, a nie Bogiem judeo-chrześcijańskim.

### Wysokie drzewa(1932)
Tom Wysokie drzewa był, zdaniem historyków literatury Dwudziestolecia, najdoskonalszym przykładem klarowności, artystycznego zrównoważenia oraz „przezroczystości” klasycystycznej poezji międzywojnia. Najdobitniej świadczył on również o odnowieniu talentu Staffa. Jeszcze wyraźniej niż wcześniej, programowy klasycyzm objawił się w nich jako postawa duchowa, etos. Stosunek autora do świata w Wysokich drzewach cechuje jednocześnie pełen wzniosłości i majestatu podziw dla piękna natury, ale i ciepły humor w stosunku do codziennych spraw człowieka. Dotyczyło to również duchowej ewolucji Staffa w kwestii pojmowania dramatu wiary; religijność poety z tego okresu jest dużo bardziej pogodna, pełna dowcipu i swobody.

### Wiersze wojenne (1942–1945)
W okresie II wojny światowej Staff wszedł w trzeci już – a jednocześnie najmniej płodny w wiersze – etap swojej twórczości. Nie wydał wówczas żadnego osobnego tomu, a jedynie próbki poetyckie zamieszczone w podziemnej antologii Pieśń niepodległa.
Poeta w obliczu katastrofy zachował klasyczny umiar, patrząc na grozę aktualnej historii z niejakiego dystansu. Nie znaczy to jednak, iż jego wiersze z tego okresu pozbawione były wewnętrznych napięć. Pomiędzy chłodną formą a treścią pełną bólu zaszedł kolejny paradoks jego poezji. Staff widział w wojnie odwieczny dylemat wyboru między dobrem i złem, męczeństwem i utratą człowieczeństwa, pychą oraz pokorą; problematykę tę podnosił przy tym do perspektywy kosmicznej. Przyczyny kolejnej wojny tkwiły, jego zdaniem, w potwierdzeniu przez człowieka swojego odstępstwa od Boga. Pod koniec lat 40 klasycyzm Staffa radykalnie zmienił swoje znaczenie. Dotychczas był on wyrazem wierności rudymentarnym zasadom sztuki poetyckiej, z drugiej zaś strony – realizacji ideału antropologicznego i humanistycznego poety. Teraz ten sam klasycyzm stał się dla Staffa próbą zachowania wewnętrznej harmonii pośród powszechnego chaosu i zniszczenia, a w dalszej kolejności – wyznaniem wiary w ostateczne przywrócenie ładu wszechświata, pogwałconego przez destrukcję wojny.

## Dramat
Twórczość dramatyczna Staffa wyrastała z trzech młodopolskich tendencji, które kontynuował również w Dwudziestoleciu międzywojennym; były nimi: zwrot w stronę tradycji antycznej, zamiłowanie do secesyjnej przestrzeni magicznej (ukryty skarb, wróżki, czary) oraz powrót do pogańskich wierzeń ludowych.

### Skarb(1904)
Pierwszą sztuką teatralną Staffa był wydany w 1904 Skarb. Było to zarazem najwyżej cenione dzieło sceniczne tego autora, które tuż po premierze wywołało żywą dyskusję najwybitniejszych intelektualistów epoki. Ogólna wymowa Skarbu koncentrowała się na problemie stosunku ideału do życia, metafizyki do pragmatyzmu; były to więc sprawy najważniejsze z punktu widzenia światopoglądu artystów młodopolskich.

### Południca(1920)
Jedynym dramatem, jaki napisał Staff w okresie Dwudziestolecia, a jednocześnie ostatnim jego dziełem teatralnym okazała się Południca (1920). Utwór był tragedią zbrodni i kary: na plan pierwszy wysunięta została namiętna zazdrość miłosna, obłęd, chłopska chciwość ziemi oraz wiejska wiara w ślepe przeznaczenie prowadzące do nieuchronnej katastrofy. Wyeksponowana została tzw. „liryka spraw powszednich”, przypominająca dramaturgię Władysława Orkana. Staff wyraźnie skierował się tym samym w stronę naturalizmu. Jak twierdzą historycy Dwudziestolecia, mimo iż Południca była tragedią nazbyt konwencjonalną, to jednak można nadać temu dziełu status lege artis – dzieła nie wybitnego, ale udanego. Innego zdania była publiczność: w czasie premiery sztuka spotkała się z jednoznacznie negatywną oceną. Spowodowało to ostateczne odejście Staffa od teatru.

## Praca przekładowa
Leopold Staff był także tłumaczem literatury greckiej, łacińskiej, włoskiej, francuskiej, niemieckiej i orientalnej (łacińskie elegie Jana Kochanowskiego, Elegie rzymskie, Benvenuta Celliniego żywot własny spisany przez niego samego, Cierpienia młodego Wertera i Lis Przechera Goethego, Kwiatki świętego Franciszka z Asyżu, Złota legenda Jakuba de Voragine, Jan Krzysztof Romain Rollanda, Tristan Tomasza Manna, Owocobranie Tagorego, Fletnia chińska, liczne pisma Nietzschego, m.in. Antychryst, Z genealogii moralności, Ecce Homo i in.).

## Ordery i odznaczenia
- Order Sztandaru Pracy I klasy (22 lipca 1953)[70][71]
- Krzyż Komandorski z Gwiazdą Orderu Odrodzenia Polski (18 listopada 1948)[72]
- Krzyż Komandorski Orderu Odrodzenia Polski (10 listopada 1933)[73]
- Krzyż Oficerski Orderu Odrodzenia Polski (2 maja 1923)[74][75]
- Złoty Krzyż Zasługi (15 czerwca 1946)[76]

## Upamiętnienie
Jest patronem wielu ulic i szkół w Polsce.

## Staff w piosenkach
- 1988: Piotr Fronczewski – strofa z wiersza Znad ciemnej rzeki... jako ostatnia strofa piosenki W labiryncie w filmie Pan Kleks w kosmosie
- 1995: Cemetery of Scream – utwory „Prologue” oraz „Epilogue” (wiersz „Deszcz jesienny”) na płycie Melancholy
- 1997: Grzegorz Turnau – utwór „Więc można kochać” na płycie Tutaj jestem
- 2002: Stanisław Sojka – utwory „Świat”, „Zachód jesienny”, „To love and lose” i „Natchnienie” na płycie Soykanova
- 2010: Buldog – utwór „Deszcz jesienny” na płycie Chrystus Miasta
- 2010: Sensil – utwór „Szum drzew” w refrenie piosenki „Z pędem”
- 2010: Illuminandi – „W drodze” na płycie In Via
- 2011: Eternalovers – utwór „Kochać i tracić” na płycie Silence of Sorrow
- 2012: Saluth o/o/o/ – utwór „Zgon Wojownika”
- 2015: Good Staff – utwór „Przyjście” na płycie Preludium